# ゴーン・ベイビー・ゴーン
『ゴーン・ベイビー・ゴーン』（Gone Baby Gone）は、2007年のアメリカ合衆国のサスペンス映画。ベン・アフレックの初映画監督作品で、出演はケイシー・アフレックとミシェル・モナハンなど。多数の映画賞を受賞した（詳細は後述）。
少女誘拐事件の謎に挑む男女の私立探偵コンビを描いたハードボイルド・ミステリ映画。
原作はデニス・レヘインの『私立探偵パトリック&アンジー』シリーズの4作目『愛しき者はすべて去りゆく』。レヘインの出身地であるボストン・ドーチェスター地区を舞台に描かれており、本作の撮影も同地区で行われた。アフレック兄弟もボストン出身であり、脇役・エキストラとして多くの地元の人間を出演させている。誘拐された少女の母親を演じたエイミー・ライアンは、本作で多くの映画賞にノミネートされ、一躍人気女優となった。
日本では劇場未公開だが、2008年9月17日にDVDとBlu-ray Discが発売された。

## キャスト
※括弧内は日本語吹替
- パトリック・ケンジー: ケイシー・アフレック（三木眞一郎）
- アンジー・ジェナーロ: ミシェル・モナハン（石塚理恵）
- ジャック・ドイル警部: モーガン・フリーマン（坂口芳貞）
- レミー・ブレサント刑事: エド・ハリス（菅生隆之）
- ニック・プール刑事: ジョン・アシュトン（石田圭祐）
- ヘリーン・マックリーディ: エイミー・ライアン（勝生真沙子） - アマンダの母。
- ベアトリス・"ビー"・マックリーディ: エイミー・マディガン（一城みゆ希） - アマンダの伯母。依頼人。
- ライオネル・マックリーディ: タイタス・ウェリヴァー（中村秀利） - ビーの夫。ヘリーンの実兄。
- アマンダ・マックリーディ: マデリーン・オブライエン - 失踪した少女。ヘリーンの娘。
- ブッバ: スレイン（坂東尚樹） - ドラッグディーラー。パトリックの友人。
- チーズ: エディ・ガテギ - ドラッグの元締。
- デヴィン: マイケル・ケネス・ウィリアムズ（西凜太朗） - 警官。
- レオン・トレット: マーク・マーゴリス
- ロベルタ・トレット: トゥルーディ・グッドマン

## スタッフ
- 監督：ベン・アフレック

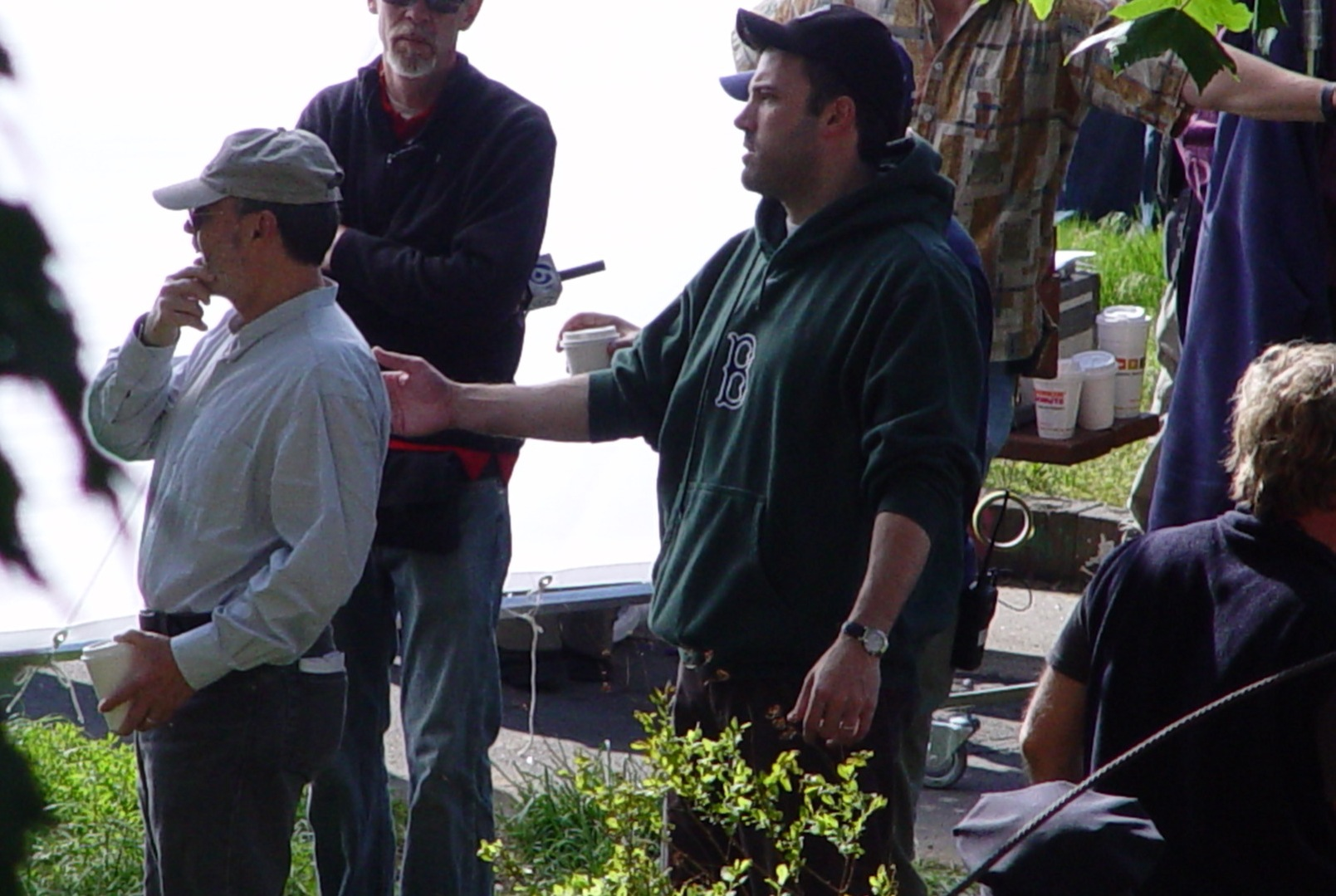
ベン・アフレック

- 製作：アラン・ラッド・Jr、ダン・リスナー、ショーン・ベイリー
- 製作総指揮：デヴィッド・クロケット
- 脚本：ベン・アフレック、アーロン・ストッカード
- 撮影：ジョン・トール
- プロダクションデザイン：シャロン・シーモア
- 衣装デザイン：アリックス・フリードバーグ
- 編集：ウィリアム・ゴールデンバーグ
- 音楽：ハリー・グレッグソン＝ウィリアムズ
- 音楽監修：ニック・ハーコート

## 作品の評価

### 映画批評家によるレビュー
Rotten Tomatoesによれば、181件の評論のうち高評価は94%にあたる171件で、平均点は10点満点中7.7点、批評家の一致した見解は「ベン・アフレックはこの魅力的なドラマティック・スリラーで自らの監督として才能を証明し、素晴らしいキャストから力強い演技を引き出すとともにボストンの労働者階級をスクリーンに描き出している。」となっている。
Metacriticによれば、34件の評論のうち、高評価は31件、賛否混在は3件、低評価はなく、平均点は100点満点中72点となっている。

### 受賞歴
- ニューヨーク映画批評家協会賞：助演女優賞
- ロサンゼルス映画批評家協会賞：助演女優賞
- クリティクス・チョイス・アワード：助演女優賞
- ナショナル・ボード・オブ・レビュー賞 (2007年)：助演女優賞、新人監督賞
- オースティン映画批評家協会賞：第一回作品賞
- ボストン映画批評家協会賞：新人監督賞、助演女優賞
- シカゴ映画批評家協会賞：新人監督賞、助演女優賞
- フロリダ映画批評家協会賞：助演女優賞
- ヒューストン映画批評家協会賞：助演女優賞
- アイオワ映画批評家協会賞：助演女優賞
- オクラホマ映画批評家協会賞：助演女優賞、第一回作品賞
- オンライン映画批評家協会賞：助演女優賞
- フェニックス映画批評家協会賞：助演女優賞
- サンディエゴ映画批評家協会賞：助演女優賞
- サンフランシスコ映画批評家協会賞：助演女優賞
- サウスイースタン映画批評家協会賞：助演女優賞
- セントルイス映画批評家協会賞：助演女優賞
- ユタ映画批評家協会賞：助演女優賞
- サテライト賞：助演女優賞
- サウス・イースタン映画批評家協会賞：助演女優賞
- ワシントンD.C.映画批評家協会賞：助演女優賞
- 女性映画ジャーナリスト同盟賞助演女優賞
- ハリウッド・フィルム・アワード ブレイクスルー監督賞　他